# Fine Sendel
Fine Sendel (* 9. August 2000 in Berlin) ist eine deutsche Schauspielerin. Sie wurde unter anderem durch ihre Rolle in dem Spielfilm The Ordinaries bekannt.

## Leben
Im Anschluss an das Abitur nahm Sendel 2018 ein Schauspielstudium an der Universität der Künste Berlin auf. Im selben Jahr erhielt sie als Mauricette in Herbert Fritschs Inszenierung von Georges Feydeaus Champignol wider Willen an der Schaubühne am Lehniner Platz ihre erste tragende Rolle. Nach Episodenrollen in Wir Kinder vom Bahnhof Zoo, mehreren Krimiserien und der Rolle der Julia Sanftleben in der Miniserie Tina mobil spielte sie in The Ordinaries (2022) ihre erste Hauptrolle in einem Kinofilm.

## Filmografie
- 2020: The Redshirt Project (Kurzfilm)
- 2020: SOKO Stuttgart (Fernsehserie, 1 Folge)
- 2020–2023: In aller Freundschaft – Die jungen Ärzte (Fernsehserie, 2 Folgen)
- 2021: Der Ranger – Paradies Heimat (Jonas Waldek, Fernsehserie, 1 Folge)
- 2021: Wir Kinder vom Bahnhof Zoo (Fernsehserie, 3 Folgen)
- 2021: Tina mobil (Fernsehserie, 6 Folgen)
- 2022: WaPo Berlin (Fernsehserie, 1 Folge)
- 2022: The Ordinaries
- 2022: SOKO Potsdam (Fernsehserie, 1 Folge)
- 2022: Jenseits der Spree (Fernsehserie, 1 Folge)
- 2022: Morden im Norden (Fernsehserie, 1 Folge)
- 2023: Meme Girls (Fernsehserie, 6 Folgen)
- 2023: Die Mittagsfrau
- 2023: Notruf Hafenkante (Fernsehserie, 1 Folge)

## Theater
- 2018: Champignol wider Willen von Georges Feydeau, Regie: Herbert Fritsch – Schaubühne am Lehniner Platz (Mauricette)[3]
- 2021: Die Rundköpfe und die Spitzköpfe von Bertolt Brecht, Regie: Hermann Schmidt-Rahmer – Schauspiel Essen (diverse Rollen)